# نورمن فاستر رمزی
نورمن فاستر رمزی، جونیور (به انگلیسی: Norman Foster Ramsey, Jr.) (زادهٔ ۲۷ اوت ۱۹۱۵ – درگذشتهٔ ۴ نوامبر ۲۰۱۱) فیزیکدان آمریکایی بود که در واشینگتن دی سی به دنیا آمد.
او در سال ۱۹۴۰ دکترای فیزیک خود را از دانشگاه کلمبیا دریافت کرد. وی از سال ۱۹۴۷ تا پایان عمر استاد دانشگاه هاروارد بود و با سازمان‌های بین‌المللی ناتو و کمسیون انرژی اتمی ایالات متحده آمریکا در پُست‌های مختلفی فعالیت داشت. در سال ۱۹۸۹ به خاطر کشف‌هایش در زمینه طیف نمایی تشدید اتمی، که به ساخت میرز هیدروژن و ساعت اتمی (به انگلیسی: Atomic clock) منجر شد جایزه نوبل فیزیک به او و هانس جرج دهملت از آمریکا و ولفگانگ پل از آلمان اعطا شد.
از دیگر کارهای او کمک در تأسیس آزمایشگاه فرمی است.